# 信宜市
信宜市（しんぎし）は中華人民共和国広東省茂名市に位置する県級市。

## 歴史
南朝梁により梁徳県が設置された。598年（開皇18年）、隋により梁徳県は懐徳県と改称された。621年（武徳4年）、唐により信義・潭峨・特亮の3県が新たに設置された。974年（開宝7年）、北宋により懐徳・潭峨・特亮の3県が信義県に編入され、976年（太平興国元年）に太宗が即位した際の避諱により信宜県と改称された。
1995年に県級市に昇格し現在に至る。

## 行政区画
下部に2街道、18鎮を管轄する
- 街道
  - 東鎮街道、玉都街道
- 鎮
  - 鎮隆鎮、水口鎮、丁堡鎮、池洞鎮、貴子鎮、懐郷鎮、茶山鎮、洪冠鎮、白石鎮、大成鎮、銭排鎮、合水鎮、新宝鎮、平塘鎮、思賀鎮、金垌鎮、朱砂鎮、北界鎮